# Boulkiemdé
O Boulkiemdé é uma província de Burkina Faso localizada na região de Centro-Oeste. Sua capital é a cidade de Koudougou.

## Departamentos

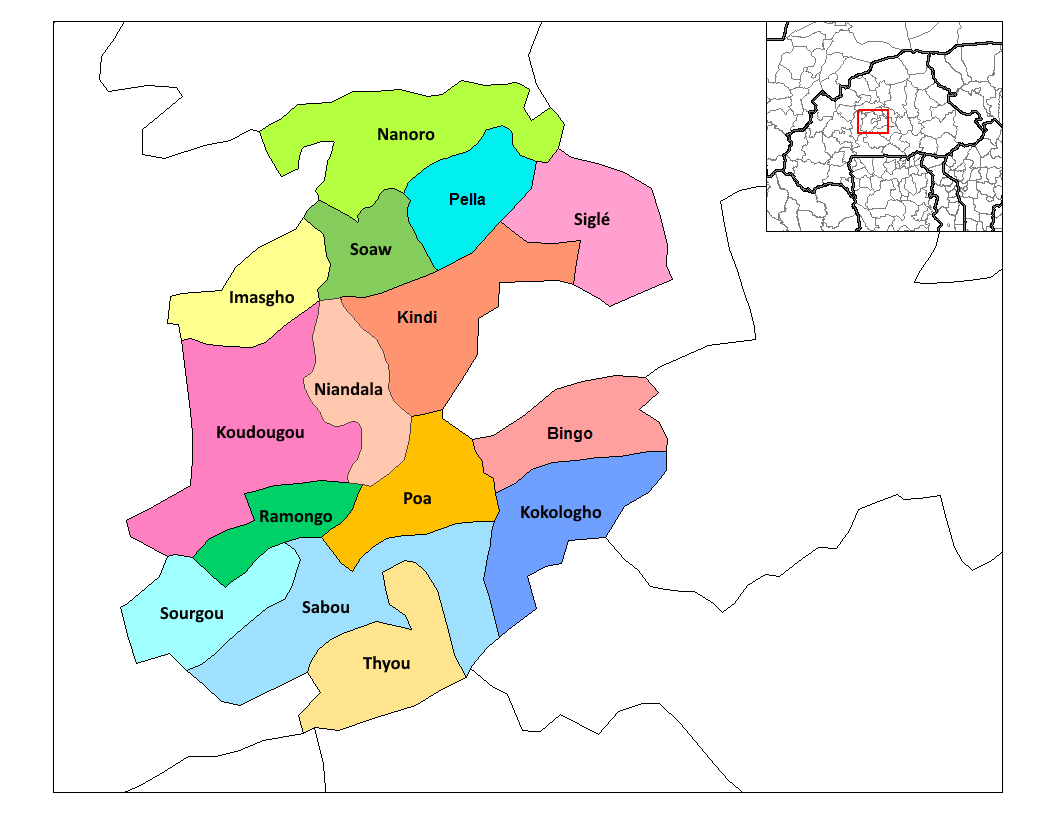
Localização dos diversos departamentos da província do Boulkiemdé, Burkina Faso

A província do Boulkiemdé está dividida em quinze departamentos:
- Bingo
- Imasgo
- Kindi
- Kokologo
- Koudougou
- Nandiala
- Nanoro
- Pella
- Poa
- Ramongo
- Sabou
- Siglé
- Soaw
- Sourgou
- Thyou